# Государственные символы Донецкой Народной Республики
Государственными символами самопровозглашенной, международно признанной тремя государствами-членами ООН Донецкой Народной Республики, являются государственный флаг, государственный герб и государственный гимн Донецкой Народной Республики.

## Флаг

Государственный флаг Донецкой Народной Республики

Флаг представляет собой прямоугольное полотнище из трех равновеликих горизонтальных полос: верхней — чёрного, средней — синего и нижней — красного цвета. Отношение ширины флага к его длине 2:3. Надписи и герб на флаге отсутствуют. Чёрный — символизирует плодородную землю и уголь Донбасса, синий — дух народа и воды Азовского моря, красный цвет — кровь, пролитую за свободу народа.

## Герб

Государственный герб Донецкой Народной Республики

Герб представляет собой серебряного двуглавого орла, поднявшего вверх распущенные крылья. На груди орла — в червлёном щите Святой Архистратиг Михаил в серебряном одеянии и вооружении, с золотым мечом и серебряным окаймлённым щитом с серебряным православным крестом. Особенностью герба ДНР является то, что лапы у орла отсутствуют, клювы закрыты, а Архистратиг Михаил изображается с бородой.

## Гимн
Государственный гимн Донецкой Народной Республики представляет собой музыкально-поэтическое произведение, исполняемое в случаях, предусмотренных настоящим Законом. Государственный гимн Донецкой Народной Республики может исполняться в оркестровом, хоровом, оркестрово-хоровом либо ином вокальном и инструментальном варианте. При этом могут использоваться средства звуко- и видеозаписи, а также средства теле- и радиотрансляции. Автором музыки является Михаил Хохлов. Первым исполнителем гимна является Народный артист ДНР Дмитрий Фёдоров.
Официальный текст
Великий Донбасс — честь и гордость народа,

Богатые недра, леса и поля…

Наш край трудовой — наша жизнь и свобода,

Навеки хранимая Богом земля!

Припев:

Славься, Республика, наша народная!

Славься, любимый шахтёрский Донбасс!

Славься, держава, духом свободная,

Дружбой народов связавшая нас!

Врагу не сломить нашу крепкую волю:

Мы духом и сердцем вовеки сильны!

Единству и братству славянских народов

Мы будем всегда беззаветно верны!

Припев:

Славься, Республика, наша народная!

Славься, любимый шахтёрский Донбасс!

Славься, держава, духом свободная,

Дружбой народов связавшая нас!

Донецкая Русь сквозь года величаво

Победное знамя своё пронесёт,

Святая народная наша держава

С надеждой и верой для мира цветёт!

Припев:

Славься, Республика наша народная!

Славься, любимый шахтёрский Донбасс!

Славься, держава, духом свободная,

Дружбой народов связавшая нас!